# Ville-sur-Jarnioux
Ville-sur-Jarnioux é uma comuna francesa na região administrativa de Auvérnia-Ródano-Alpes, no departamento de Ródano. Estende-se por uma área de 10,11 km². Em 2010 a comuna tinha 837 habitantes (densidade: 82,8 hab./km²).